# الألعاب البارالمبية الصيفية 2020
الألعاب البارالمبية الصيفية 2020 (باليابانية: 東京2020パラリンピック競技大会) هو حدث رياضي أولمبي خاص بذوي الاحتياجات الخاصة سيُنظم في العاصمة اليابانية طوكيو خلال الفترة من 24 أغسطس إلى 6 سبتمبر 2021، بعد أسابيع قليلة من انتهاء دورة الألعاب الأولمبية الصيفية 2020. تُعد هذه الدورة ثاني دورة ألعاب بارالمبية تُقام في طوكيو بعد دورة دورة 1964، وثالث دورة تُقام في اليابان بعد دورة 1998.
كان مُقررا لهذه الدورة أن تُجرى في الفترة ما بين 25 أغسطس و6 سبتمبر 2020، لكن وبسبب تفشي جائحة فيروس كورونا تقرر تأجيل هذه الدورة إلى جانب دورة الألعاب الأولمبية إلى غاية 2021، كما تقرر أيضا إقامة هذه الألعاب بدون حضور للجماهير.
خلال هذه الدورة، تقرر حذف رياضتي الملاحة الشراعية و‌كرة القدم من جدول المُنافسات، وإضافة رياضتي الريشة الطائرة و‌التايكوندو مكانهُما.

## ملفات الترشح
المدينة المضيفة للألعاب الأولمبية الصيفية 2020 ستستضيف أيضًا الألعاب البارالمبية الصيفية 2020، وفقًا لاتفاقية عام 2001 بين اللجنة البارالمبية الدولية واللجنة الأولمبية الدولية. في الدورة 125 للجنة الأولمبية الدولية، مُنحت طوكيو حق استضافة الألعاب الأولمبية والبارالمبية الصيفية 2020 عبر جولة كسر التعادل في الجولة الثانية من التصويت.

## الاستعدادات

### النقل
قبل حفل ختام الألعاب البارالمبية الصيفية 2016، دعت حاكمة طوكيو يوريكو كويكي المدينة إلى تحسين إمكانية الوصول إليها كمشروع إرث للألعاب. واستشهدت بالتحديات التي يجب التغلب عليها مثل الطرق الضيقة التي تفتقر للأرصفة، والمباني ذات المداخل الضيقة، والأسقف المنخفضة. وعلى وجه الخصوص، دعت إلى الانتقال إلى خطوط الكهرباء تحت الأرض لتسهيل توسيع الطرق.
كُيفت عدد من مركبات تويوتا إي-باليت ذاتية القيادة لتوفير النقل للرياضيين في قرية الألعاب البارالمبية. ومع ذلك، في 27 أغسطس، تم تعليق استخدام المركبات بعد اصطدام إحداها بأحد الرياضيين قبل إعادة استخدام جميع المركبات بعد 3 أيام.

### المتطوعون
في سبتمبر 2018، تم فتح باب التقديم للتطوع في الألعاب الأولمبية والبارالمبية. بحلول يناير 2019، تم استلام 186,101 طلبًا. بدأت المقابلات لتقليص الأعداد في فبراير 2019 وبدأ التدريب في أكتوبر 2019. عُرف المتطوعون في المواقع باسم "فيلد كاست" (Field Cast) والمتطوعون في المدينة باسم "سيتي كاست" (City Cast). تم اختيار هذه الأسماء من قائمة مختصرة تضم أربعة أزواج من الأسماء من أصل 149 زوجًا. كانت الأسماء الأخرى المدرجة في القائمة المختصرة هي "شاينينج بلو وشاينينج بلو طوكيو" (Shining Blue and Shining Blue Tokyo)، و"جيمز أنكور وسيتي أنكور" (Games Anchor and City Anchor)، و"جيمز فورس وسيتي فورس" (Games Force and City Force). تم اختيار الأسماء من قبل الأشخاص الذين تقدموا للتطوع في الألعاب.

### الميداليات
كُشف عن تصميمات ميداليات الألعاب البارالمبية الصيفية 2020 في 25 أغسطس 2019؛ وكما هو الحال مع الميداليات الأولمبية، فهي مصنوعة باستخدام معادن معاد تدويرها تم الحصول عليها من خلال برنامج إعادة تدوير الإلكترونيات. تتميز الميداليات بتصميم مستوحى من المراوح اليدوية التقليدية القابلة للطي لترمز إلى التجربة المشتركة للألعاب البارالمبية؛ تصور القطاعات المتناوبة التي تحتوي على مناطق ذات ملمس مختلف بصريًا |لمسيًا الزهور والأوراق والصخور والمياه والخشب لترمز إلى جيولوجيا اليابان. يُذكر أن المحور الذي تلتقي فيه المروحة يرمز إلى وحدة الرياضيين البارالمبيين. يحتوي الوجه الأمامي للميدالية على نسخة غير مزخرفة من نمط المروحة، وشعار الألعاب البارالمبية، ونقوش بطريقة برايل. لمساعدة ضعاف البصر، تحتوي حواف وأشرطة الميداليات على فجوة دائرية واحدة أو اثنتين أو ثلاث ونقاط سيليكون بارزة للميداليات الذهبية والفضية والبرونزية على التوالي بحيث يمكن التعرف عليها بسهولة عن طريق اللمس.
الميداليات المستخدمة في الألعاب
|                 |              |               |
| ميدالية برونزية | ميدالية فضية | ميدالية ذهبية |

### تأثير جائحة كوفيد-19
أقيمت الألعاب الأولمبية الصيفية 2020 إلى حد كبير خلف أبواب مغلقة بسبب جائحة كوفيد-19 في اليابان، وحالة الطوارئ في طوكيو التي أعلنها رئيس الوزراء يوشيهيديه سوغا، على الرغم من إمكانية إقامة الفعاليات في بعض المناطق بحضور ما يصل إلى 10,000 متفرج أو 50% من السعة الاستيعابية (أيهما أقل) إذا لم تكن خاضعة لحالة الطوارئ. كان الإعلان ساري المفعول في الأصل من 12 يوليو حتى 22 أغسطس 2021 (قبل يومين من حفل افتتاح الألعاب البارالمبية)؛ في 2 أغسطس، مستشهدًا بتدهور معدلات الإصابة، أعلن سوغا أن حالة الطوارئ القائمة سيتم تمديدها حتى 31 أغسطس، وتوسيعها لتشمل عدة محافظات أخرى (بما في ذلك ثلاث محافظات مجاورة لطوكيو).
وصلت الحالات اليومية الجديدة في طوكيو إلى أكثر من 4,000 حالة بحلول 11 أغسطس 2021؛ كان من المتوقع عدم السماح بحضور الجمهور في الألعاب البارالمبية في طوكيو والمناطق الأخرى المتأثرة، كما حدث في الألعاب الأولمبية. ناقش المنظمون خيارات أخرى لشكل من أشكال حضور المتفرجين، مثل دعوة طلاب المدارس المحلية لحضور الفعاليات (وهو برنامج تم استخدامه أيضًا خلال الألعاب الأولمبية، وتم تقليصه إلى حد كبير بسبب الجائحة). تم التأكيد لاحقًا على أنه لن يكون هناك متفرجون عامون في المواقع في محافظات طوكيو، تشيبا، وسايتاما. في 19 أغسطس، تم تمديد حالة الطوارئ حتى 12 سبتمبر 2021، وتوسيعها لتشمل شيزوكا.
في 20 أغسطس 2021، صرح مسؤول التسليم في اللجنة المنظمة لطوكيو هيديماسا ناكامورا بأن بروتوكولات الأمن الحيوي للألعاب البارالمبية قد تم توسيعها مقارنة بتلك الخاصة بالألعاب الأولمبية بسبب زيادة تعرض رياضييها لـ كوفيد-19، ولكن طوكيو كانت تواجه تدهورًا في سعة المستشفيات، وأن "الأمر معركة ضد الزمن لذا نحتاج إلى التأكد من اتخاذ الاتصالات الكافية بطريقة سريعة." صرحت باولا تيسوريرو من وفد نيوزيلندا بأن اللجنة المنظمة لطوكيو واللجنة البارالمبية الدولية "عملتا بلا كلل لخلق بيئة آمنة ومأمونة قدر الإمكان مع التركيز على الاستمرار في البقاء يقظين."
في 4 سبتمبر، بعد أربعة أيام متتالية دون أي حالات كوفيد-19 جديدة داخل الفقاعة البارالمبية، أشادت اللجنة البارالمبية الدولية باللجنة المنظمة لطوكيو لعملها في التعامل مع الجائحة، حيث صرح متحدث باسمها بأن "حجم العمل الذي تم خلف الكواليس لتقديم ما رأيتموه خلال الأسابيع الثلاثة الماضية كان هائلاً."

### تتابع الشعلة
اُعلن عن تفاصيل مسار تتابع الشعلة في 21 نوفمبر 2019. أقيم احتفال شعلة التراث في ستوك ماندفيل، وأقيمت مهرجانات إضاءة الشعلة في 43 من أصل 47 محافظة في اليابان بين 13 و 17 أغسطس 2020. في المرحلة الثانية من التتابع، تم إجراء 4 طقوس أخرى في المحافظات الثلاث الأخرى التي كانت تستضيف الأحداث بالاشتراك مع طوكيو بين 18 و 20 أغسطس في جميع أنحاء المحافظات الثلاث التي شاركت في استضافة فعاليات الألعاب البارالمبية خلال الفترة التي سبقت حفل افتتاح الألعاب البارالمبية وفي اليوم الأخير تم إضاءة شعلة محافظة طوكيو. تم جمع اللهب من كل مهرجان من مهرجانات إضاءة الشعلة التي أقيمت في كل محافظة في طوكيو. في ليلة 21 أغسطس، أمام قصر أكاساكا تم توحيد جميع الشعلات الـ 48 وبدأت المرحلة الثالثة والأخيرة من التتابع واستمرت 4 أيام. كان هذا المسار هو نفسه المستخدم للمراحل الأخيرة من تتابع شعلة الألعاب الأولمبية الصيفية 2020.
أُخذ الألمنيوم من المساكن المؤقتة في فوكوشيما لصنع شعلات الألعاب الأولمبية والبارالمبية. تم استخدام أكثر من 10,000 قطعة من الألمنيوم واتصل المنظمون بالسلطات المحلية لمعرفة المنازل التي لم تعد قيد الاستخدام.

## الألعاب

### الرياضات
شهدت الألعاب البارالمبية الصيفية 2020 إقامة 539 فعالية في 22 رياضة. ظهرت الريشة الطائرة البارالمبية والتايكوندو البارالمبي لأول مرة في الألعاب البارالمبية في طوكيو، بينما تم إضافة أو إعادة تنظيم التصنيفات في رياضات أخرى؛ شهدت رياضات الكانوي والرماية وتنس الطاولة وسباق الدراجات على المضمار ومبارزة الكراسي المتحركة زيادات في عدد فعاليات الميداليات التي أقيمت، بينما كانت هناك تخفيضات في ألعاب القوى والسباحة.
| \| - القوس والسهم (قالب:تفاصيل الرابط) (9) - ألعاب القوى (قالب:تفاصيل الرابط) (167) - الريشة الطائرة (قالب:تفاصيل الرابط) (14) - البوتشيا (قالب:تفاصيل الرابط) (7) - الدراجات (قالب:تفاصيل الرابط) (51) - الطريق (34) - المضمار (17) \| - الفروسية (قالب:تفاصيل الرابط) (11) - كرة القدم الخماسية (قالب:تفاصيل الرابط) (1) - كرة الهدف (قالب:تفاصيل الرابط) (2) - الجودو (قالب:تفاصيل الرابط) (13) - الكانوي البارالمبي (قالب:تفاصيل الرابط) (9) - الترياثلون البارالمبي (قالب:تفاصيل الرابط) (8) - رفع الأثقال (قالب:تفاصيل الرابط) (20) \| - التجديف (قالب:تفاصيل الرابط) (4) - الرماية (قالب:تفاصيل الرابط) (13) - الكرة الطائرة جلوس (قالب:تفاصيل الرابط) (2) - السباحة (قالب:تفاصيل الرابط) (146) - تنس الطاولة (قالب:تفاصيل الرابط) (31) - التايكوندو (قالب:تفاصيل الرابط) (6) \| - كرة السلة للكراسي المتحركة (قالب:تفاصيل الرابط) (2) - مبارزة الكراسي المتحركة (قالب:تفاصيل الرابط) (16) - رجبي الكراسي المتحركة (قالب:تفاصيل الرابط) (1) - تنس الكراسي المتحركة (قالب:تفاصيل الرابط) (6) \| | | | |
| - القوس والسهم (قالب:تفاصيل الرابط) (9) - ألعاب القوى (قالب:تفاصيل الرابط) (167) - الريشة الطائرة (قالب:تفاصيل الرابط) (14) - البوتشيا (قالب:تفاصيل الرابط) (7) - الدراجات (قالب:تفاصيل الرابط) (51) - الطريق (34) - المضمار (17) | - الفروسية (قالب:تفاصيل الرابط) (11) - كرة القدم الخماسية (قالب:تفاصيل الرابط) (1) - كرة الهدف (قالب:تفاصيل الرابط) (2) - الجودو (قالب:تفاصيل الرابط) (13) - الكانوي البارالمبي (قالب:تفاصيل الرابط) (9) - الترياثلون البارالمبي (قالب:تفاصيل الرابط) (8) - رفع الأثقال (قالب:تفاصيل الرابط) (20) | - التجديف (قالب:تفاصيل الرابط) (4) - الرماية (قالب:تفاصيل الرابط) (13) - الكرة الطائرة جلوس (قالب:تفاصيل الرابط) (2) - السباحة (قالب:تفاصيل الرابط) (146) - تنس الطاولة (قالب:تفاصيل الرابط) (31) - التايكوندو (قالب:تفاصيل الرابط) (6) | - كرة السلة للكراسي المتحركة (قالب:تفاصيل الرابط) (2) - مبارزة الكراسي المتحركة (قالب:تفاصيل الرابط) (16) - رجبي الكراسي المتحركة (قالب:تفاصيل الرابط) (1) - تنس الكراسي المتحركة (قالب:تفاصيل الرابط) (6) |

#### رياضات جديدة
في يناير 2014، بدأت اللجنة البارالمبية الدولية بقبول طلبات إضافة رياضات جديدة إلى البرنامج البارالمبي. أفادت التقارير أن ست رياضات قدمت طلبات، بما في ذلك كرة القدم للمبتورين، والريشة الطائرة البارالمبية، وهوكي القوة، وكرة القدم بالكراسي الكهربائية، والتايكوندو البارالمبي. كما تم اقتراح تخصصات جديدة في فعاليات قائمة، بما في ذلك كرة السلة 3×3 (في تصنيفات الكراسي المتحركة والإعاقة الذهنية)، وسباق القوارب للمكفوفين بصريًا والقوارب متعددة الهياكل لشخص واحد في الإبحار.
في 31 يناير 2015، أعلنت اللجنة البارالمبية الدولية رسميًا عن إضافة الريشة الطائرة والتايكوندو إلى البرنامج البارالمبي لعام 2020. وقد حلتا محل كرة القدم السباعية والإبحار، اللتين تم إسقاطهما بسبب عدم كفاية الانتشار الدولي.

## اللجان البارالمبية الوطنية المشاركة

الدول المشاركة

الدول حسب حجم الفريق

في 9 ديسمبر 2019، حظرت الوكالة العالمية لمكافحة المنشطات (WADA) روسيا من جميع الألعاب الرياضية الدولية لمدة أربع سنوات، بعد أن تبين أن الحكومة الروسية تلاعبت ببيانات المختبر التي قدمتها إلى WADA في يناير 2019 كشرط لإعادة الوكالة الروسية لمكافحة المنشطات. في 26 أبريل 2021، تم التأكيد على أن الرياضيين الروس سيمثلون اللجنة البارالمبية الروسية، بالاختصار 'RPC'.
انسحبت خمس دول على الأقل من الألعاب بسبب المخاوف المتعلقة بكوفيد-19، بما في ذلك كوريا الشمالية (التي رفضت المشاركة في كل من الألعاب الأولمبية والبارالمبية)، بالإضافة إلى كيريباتي، وساموا، وتونغا، وفانواتو بسبب مخاوف تتعلق بالميزانية مرتبطة بـقيود السفر الخاصة بكوفيد-19. في غياب رحلات جوية مباشرة إلى اليابان، كان على رياضيي الدول الأربع السفر إلى طوكيو عبر أستراليا ونيوزيلندا حيث كانت الحدود الدولية لتلك البلدان لغير المقيمين مغلقة منذ مارس 2020، وكانوا سيخضعون لفترات حجر صحي لمدة 14 يومًا قبل رحلتهم إلى اليابان، وفي طريق عودتهم إلى بلدانهم الأصلية.
في 16 أغسطس 2021، انسحبت أفغانستان (ممثلة جمهورية أفغانستان الإسلامية) من الألعاب بسبب العنف وعدم الاستقرار في البلاد في أعقاب سيطرة طالبان على كابل، مما جعل فريقها المكون من زكية خدادادي (تايكوندو) وحسين رسولي (ألعاب القوى) غير قادر على السفر إلى طوكيو. ومع ذلك، تم رفع علمهم الوطني خلال حفل الافتتاح كإشارة للتضامن. ومع ذلك، بعد "عملية عالمية كبرى"، تم إجلاء الرياضيين بنجاح إلى فرنسا، حيث تدربا في INSEP في باريس قبل الوصول في رحلة مع وفد باريس 2024 إلى طوكيو في 28 أغسطس. صرح رئيس اللجنة البارالمبية الدولية أندرو بارسونز بأن الفريق لن يكون متاحًا للمؤتمرات الصحفية ومُنح إذنًا خاصًا لتجنب التفاعل مع الرياضيين الآخرين في القرية. غاب رسولي عن الحدث الذي كان من المقرر أن ينافس فيه أصلاً، وهو 100 متر رجال T47. بعد رفض عرض للمنافسة في سباق 400 متر كبديل، قبل رسولي مكانًا إضافيًا في الوثب الطويل للرجال T47.
تأهل 162 فريقًا التاليًا رياضيًا واحدًا على الأقل. ستة منهم، بوتان، غرينادا، غيانا، المالديف، باراغواي، وسانت فينسنت والغرينادين، شاركوا لأول مرة في الألعاب البارالمبية. عادت دولتان إلى الألعاب بعد عدم إرسال وفود في عام 2016: باربادوس (التي لم تتمكن لأول مرة في تاريخها من تأهيل رياضييها للألعاب) إلى جانب لوكسمبورغ (التي أهلت رياضيين لآخر مرة في بكين 2008).
| فرق اللجان البارالمبية الوطنية المشاركة |
| --- |
| - أفغانستان (2) - الجزائر (57) - أنغولا (2) - الأرجنتين (57) - أرمينيا (1) - أروبا (1) - أستراليا (174) - النمسا (25) - أذربيجان (36) - البحرين (2) - باربادوس (1) - بيلاروس (19) - بلجيكا (34) - بنين (2) - برمودا (1) - بوتان (3) - البوسنة والهرسك (16) - بوتسوانا (2) - البرازيل (258) - بلغاريا (4) - بوركينا فاسو (2) - بوروندي (2) - كمبوديا (1) - الكاميرون (3) - كندا (130) - الرأس الأخضر (2) - جمهورية إفريقيا الوسطى (1) - تشيلي (19) - الصين (255) - كولومبيا (61) - كوستاريكا (9) - كرواتيا (22) - كوبا (17) - قبرص (3) - جمهورية التشيك (29) - جمهورية الكونغو الديمقراطية (2) - الدنمارك (25) - جمهورية الدومينيكان (5) - الإكوادور (8) - مصر (49) - السلفادور (3) - إستونيا (5) - إثيوبيا (3) - جزر فارو (1) - فيجي (2) - فنلندا (17) - فرنسا (143) - الغابون (2) - غامبيا (2) - جورجيا (14) - ألمانيا (137) - غانا (3) - بريطانيا العظمى (221) - اليونان (46) - غرينادا (2) - غواتيمالا (2) - غينيا (2) - غينيا بيساو (2) - غيانا (1) - هايتي (1) - هندوراس (1) - هونغ كونغ (24) - المجر (39) - آيسلندا (6) - الهند (54) - إندونيسيا (23) - إيران (62) - العراق (19) - جزيرة أيرلندا (31) - إسرائيل (33) - إيطاليا (113) - ساحل العاج (3) - جامايكا (4) - اليابان (260) (المضيفة) - الأردن (10) - كازاخستان (26) - كينيا (9) - الكويت (3) - قيرغيزستان (2) - لاوس (1) - لاتفيا (7) - لبنان (1) - ليسوتو (1) - ليبيريا (2) - ليبيا (2) - ليتوانيا (11) - لوكسمبورغ (1) - مدغشقر (1) - مالاوي (1) - ماليزيا (22) - المالديف (2) - مالي (2) - مالطا (2) - موريشيوس (4) - المكسيك (60) - مولدوفا (6) - منغوليا (4) - الجبل الأسود (5) - المغرب (37) - موزمبيق (2) - ناميبيا (3) - نيبال (1) - هولندا (74) - نيوزيلندا (29) - نيكاراغوا (2) - النيجر (2) - نيجيريا (22) - مقدونيا (1) - النرويج (15) - عمان (3) - باكستان (2) - فلسطين (2) - بنما (3) - بابوا غينيا الجديدة (2) - باراغواي (2) - بيرو (11) - الفلبين (4) - بولندا (93) - البرتغال (34) - بورتوريكو (3) - قطر (2) - Refugee Paralympic Team (6) - جمهورية الكونغو (2) - رومانيا (9) - RPC (246)‍ - رواندا (14) - سانت فينسنت والغرينادين (1) - ساو تومي وبرينسيب (1) - السعودية (7) - السنغال (3) - صربيا (20) - سيراليون (2) - سنغافورة (10) - سلوفاكيا (27) - سلوفينيا (7) - الصومال (1) - جنوب إفريقيا (34) - كوريا الجنوبية (86) - إسبانيا (134) - سريلانكا (9) - السويد (29) - سويسرا (21) - سوريا (3) - تايبيه الصينية (10) - طاجيكستان (1) - تنزانيا (2) - تايلاند (76) - توغو (1) - تونس (25) - تركيا (87) - أوغندا (4) - أوكرانيا (138) - الإمارات العربية المتحدة (12) - الولايات المتحدة (242) - الأوروغواي (2) - أوزبكستان (44) - فنزويلا (27) - فيتنام (7) - جزر العذراء (1) - اليمن (2) - زامبيا (1) - زيمبابوي (2) |

### عدد الرياضيين حسب اللجنة البارالمبية الوطنية
4,403 رياضيين من 162 لجنة بارالمبية وطنية:
الترتيب حسب عدد الرياضيين. اعتبارًا من 24 أغسطس 2021
| اللجنة                   | الرياضيون |
| ------------------------ | --------- |
| اليابان (المضيفة)        | 254       |
| البرازيل                 | 234       |
| الصين                    | 248       |
| RPC                      | 242       |
| الولايات المتحدة         | 235       |
| بريطانيا العظمى          | 207       |
| أستراليا                 | 174       |
| فرنسا                    | 137       |
| أوكرانيا                 | 137       |
| ألمانيا                  | 134       |
| إسبانيا                  | 127       |
| كندا                     | 126       |
| إيطاليا                  | 113       |
| بولندا                   | 90        |
| تركيا                    | 87        |
| كوريا الجنوبية           | 86        |
| هولندا                   | 70        |
| تايلاند                  | 74        |
| كولومبيا                 | 61        |
| إيران                    | 62        |
| المكسيك                  | 60        |
| الجزائر                  | 57        |
| الأرجنتين                | 54        |
| الهند                    | 54        |
| مصر                      | 49        |
| اليونان                  | 44        |
| أوزبكستان                | 47        |
| المجر                    | 37        |
| المغرب                   | 35        |
| أذربيجان                 | 36        |
| بلجيكا                   | 31        |
| البرتغال                 | 33        |
| جنوب إفريقيا             | 34        |
| إسرائيل                  | 32        |
| نيوزيلندا                | 29        |
| جزيرة أيرلندا            | 27        |
| جمهورية التشيك           | 28        |
| السويد                   | 26        |
| سلوفاكيا                 | 27        |
| فنزويلا                  | 26        |
| كازاخستان                | 26        |
| النمسا                   | 24        |
| الدنمارك                 | 25        |
| تونس                     | 25        |
| هونغ كونغ                | 24        |
| إندونيسيا                | 23        |
| كرواتيا                  | 22        |
| ماليزيا                  | 21        |
| نيجيريا                  | 22        |
| سويسرا                   | 21        |
| صربيا                    | 20        |
| بيلاروس                  | 19        |
| تشيلي                    | 19        |
| كوبا                     | 16        |
| فنلندا                   | 17        |
| العراق                   | 19        |
| البوسنة والهرسك          | 16        |
| النرويج                  | 15        |
| جورجيا                   | 13        |
| رواندا                   | 14        |
| الإمارات العربية المتحدة | 12        |
| ليتوانيا                 | 11        |
| بيرو                     | 11        |
| سنغافورة                 | 10        |
| تايبيه الصينية           | 10        |
| الأردن                   | 10        |
| كوستاريكا                | 9         |
| كينيا                    | 9         |
| رومانيا                  | 9         |
| سريلانكا                 | 9         |
| الإكوادور                | 8         |
| لاتفيا                   | 7         |
| السعودية                 | 7         |
| سلوفينيا                 | 7         |
| فيتنام                   | 7         |
| آيسلندا                  | 6         |
| مولدوفا                  | 6         |
| الفلبين                  | 6         |
| Refugee Paralympic Team  | 6         |
| جمهورية الدومينيكان      | 5         |
| إستونيا                  | 5         |
| الجبل الأسود             | 5         |
| بلغاريا                  | 4         |
| جامايكا                  | 4         |
| موريشيوس                 | 4         |
| منغوليا                  | 4         |
| أوغندا                   | 4         |
| بوتان                    | 3         |
| الكاميرون                | 3         |
| قبرص                     | 3         |
| السلفادور                | 3         |
| إثيوبيا                  | 3         |
| غانا                     | 3         |
| ساحل العاج               | 3         |
| الكويت                   | 3         |
| ناميبيا                  | 3         |
| عمان                     | 3         |
| بنما                     | 3         |
| بورتوريكو                | 3         |
| السنغال                  | 3         |
| جزر سليمان               | 3         |
| سوريا                    | 3         |
| أفغانستان                | 2         |
| أنغولا                   | 2         |
| البحرين                  | 2         |
| بنين                     | 2         |
| بوتسوانا                 | 2         |
| بوركينا فاسو             | 2         |
| بوروندي                  | 2         |
| الرأس الأخضر             | 2         |
| فيجي                     | 2         |
| الغابون                  | 2         |
| غامبيا                   | 2         |
| غرينادا                  | 2         |
| غواتيمالا                | 2         |
| غينيا بيساو              | 2         |
| قيرغيزستان               | 2         |
| ليبيريا                  | 2         |
| ليبيا                    | 2         |
| المالديف                 | 2         |
| مالي                     | 2         |
| مالطا                    | 2         |
| موزمبيق                  | 2         |
| نيكاراغوا                | 2         |
| النيجر                   | 2         |
| باكستان                  | 2         |
| باراغواي                 | 2         |
| فلسطين                   | 2         |
| بابوا غينيا الجديدة      | 2         |
| قطر                      | 2         |
| جمهورية الكونغو          | 2         |
| سيراليون                 | 2         |
| تنزانيا                  | 2         |
| الأوروغواي               | 2         |
| اليمن                    | 2         |
| زيمبابوي                 | 2         |
| أرمينيا                  | 1         |
| أروبا                    | 1         |
| باربادوس                 | 1         |
| برمودا                   | 1         |
| كمبوديا                  | 1         |
| جمهورية إفريقيا الوسطى   | 1         |
| جزر فارو                 | 1         |
| غينيا                    | 1         |
| غيانا                    | 1         |
| هايتي                    | 1         |
| هندوراس                  | 1         |
| لاوس                     | 1         |
| لبنان                    | 1         |
| ليسوتو                   | 1         |
| لوكسمبورغ                | 1         |
| مدغشقر                   | 1         |
| مالاوي                   | 1         |
| نيبال                    | 1         |
| مقدونيا                  | 1         |
| سانت فينسنت والغرينادين  | 1         |
| ساو تومي وبرينسيب        | 1         |
| الصومال                  | 1         |
| طاجيكستان                | 1         |
| توغو                     | 1         |
| جزر العذراء              | 1         |
| زامبيا                   | 1         |
| المجموع                  | 4,399     |

## وصلات خارجية
- الموقع الرسمي للألعاب

| سبقه ريو دي جانيرو | الألعاب البارالمبية الصيفية طوكيو النسخة السادسة عشرة من الألعاب البارالمبية الصيفية (2020) | تبعه باريس |

1. ↑  تنافس رياضيون محايدون من روسيا تحت علم يصور شعارًا لمرة واحدة يمثل اللجنة البارالمبية الروسية.